# Кринум азиатский
Кри́нум азиа́тский (лат. Crinum asiaticum) — вид луковичных растений рода Кринум (Crinum) семейства Амариллисовые (Amaryllidaceae).

## Ботаническое описание
Растения 45—60 см высотой.
Луковица округлая, 10—14 см в диаметре, с шейкой 15—35 см длиной.
Листья в числе 20—30, зелёные, ремневидные, 90—125 см длиной и 7—11 см шириной, цельнокрайные, тонкие.
Соцветие — зонтик с 20—50 цветками, сидящими на ножках 2,5—4 см длиной, без запаха или с запахом; трубка околоцветника прямая, 7—11 см длиной, с зеленоватым рисунком; лепестки зеленовато-белые или белые, линейные, 6—10 см длиной, короче трубки венчика; тычинки красноватые, расходящиеся. Цветёт в марте—октябре.

## Распространение
Встречается в Азии: Китай, Япония, Корея, Индия, Шри-Ланка, Камбоджа, Лаос, Мьянма, Таиланд, Вьетнам, Бруней, Индонезия (Ява), Малайзия, Папуа Новая Гвинея, Филиппины, Сингапур; Австралии: Северная территория; на Маршалловых островах, островах Гуам, Фиджи, Новая Каледония, Самоа, Маврикий.

## Практическое использование
Выращивается в холодных оранжереях как красивоцветущее растение.
|                                                |  |  |  |
| Слева направо: бутоны, соцветие, цветок, плоды |  |  |  |

## Подвиды
В пределах вида выделяются подвиды:
- Crinum asiaticum var. asiaticum
- Crinum asiaticum var. japonicum Baker — Центральная и Южная Япония, Корея
  - [syn.  Crinum japonicum  (Baker) Hannibal]
  - [syn.  Crinum maritimum Siebold]
- Crinum pedunculatum var. pedunculatum (R.Br.) Fosberg & Sachet — Кринум цветоносный, от Папуа Новой Гвинеи до юго-западной части Тихого океана
  - [syn.  Crinum pedunculatum Roxb. ex Herb.]
- Crinum asiaticum var. sinicum (Roxb. ex Herb.) Baker — Южный Китай
  - [syn.  Crinum sinicum Roxb. ex Herb.]
  - [syn.  Crinum loureiroi M.Roem.]
  - [syn.  Crinum chinense Lodd. ex Kunth]
  - [syn.  Crinum gigas Nakai]